# Juana Manso
Juana Paula Manso de Noronha (Buenos Aires, 26 de junio de 1819-24 de abril de 1875) fue una escritora, traductora, periodista y maestra argentina.
En Brasil entre 1852 y 1854, dirigió O Jornal das Senhoras, el primer periódico de Latinoamérica destinado al público femenino. En Buenos Aires en 1854 fundó Álbum de Señoritas, muy similar a su contrapartida brasileña. En ambos, la temática se centraba en la moda, la literatura y el teatro. A lo largo de su vida se comprometió con el proyecto ilustrado de la educación popular y está considerada una iniciadora del movimiento de educación.
Escribió varios libros, entre ellos poesía, y también manuales de estudio; realizó traducciones de obras en diferentes idiomas y fue una precursora junto a otros autores de la novela en Latinoamérica. Durante varios años escribió los Anales de la Educación Común que había creado Sarmiento.
Ejerció varios cargos docentes, tanto en forma privada como pública, en Uruguay y Argentina; fue integrante del Consejo Nacional de Educación argentino y dio conferencias sobre la temática. Junto a otros educadores estableció la Sociedad Pestalozzi en Argentina. Ejerció en la misma época que Sarmiento, con quien interactuó, y ambos se interrelacionaron con la educadora norteamericana Mary Mann.
Fue parte del movimiento conocido como generación del 37, el cual propugnaba el abandono de los modos meramente monárquicos heredados de la colonia española y la instalación de una democracia que garantizase los derechos de los ciudadanos.
Varias calles, incluida una en Puerto Madero, Buenos Aires, y escuelas de la Argentina llevan su nombre. Se realizaron certámenes, tanto de literatura como de periodismo, con su nombre.

## Vida personal

### Sus inicios
Nació en un hogar de clase media. Su padre fue José María Manso, inmigrante andaluz, ingeniero y agrimensor que llegó a Argentina en 1789, casado con Teodora Martínez Cuenca, una joven porteña de ascendencia hispánica. Contrajeron matrimonio a pesar de la prohibición de que una mujer nacida en territorio argentino se casara con un español, ordenanza que estuvo vigente entre 1817 y 1821. Se establecieron en el barrio de Monserrat de la ciudad de Buenos Aires y tuvieron dos hijas, Juana Paula y en 1821 a Isabel.
Manso fue a la escuela Montserrat que creó Bernardino Rivadavia. Se destacó por su inteligencia y curiosidad, pero los métodos de enseñanza que se aplicaban por entonces la aburrían. Además, a pesar de que dominaba la lectura a la perfección, sacaba malas notas por no saber de memoria el alfabeto. 
Entonces comenzó a estudiar por su cuenta, se interesó por aprender lenguas extranjeras y música con Juan Pedro Esnaola, un sacerdote de apellido Picazarri y el cantante Mariano Pablo Rosquellas. Con sus conocimientos de otros idiomas realizó sus primeras traducciones de dos obras del francés, El egoísmo y la amistad o los defectos del orgullo y Macrogenia o la heroína de Grecia, que su padre hizo imprimir en Uruguay.
Junto con un grupo de damas hizo una bandera para que el general Lavalle la usara en su campaña militar al noroeste de Argentina. Este gesto inspiró a Bartolomé Mitre, por entonces un joven oficial, y le dedicó unas poesías en agradecimiento; pero por esta donación terminó recibiendo amenazas anónimas.
Se formó en un ambiente familiar partidario de las ideas de Mayo. Su padre participó de las batallas por la Revolución de 1810 y luego fue partícipe del Gobierno Unitario de Bernardino Rivadavia, lo cual impulsó la creación de la Sociedad de Beneficencia Educativa con el fin de fundar las escuelas de las Catalinas y la de Montserrat. Esto les trajo muchos problemas futuros y en 1839 Juana Manso, con 20 años, junto a su familia emigraron primero a la ciudad brasileña de Río de Janeiro y posteriormente a Montevideo, Uruguay, a causa de las persecuciones que su familia estaba recibiendo durante el gobierno de Juan Manuel de Rosas, por manifestar su oposición al mismo; y por apoyar públicamente la Generación del 37, que incluyó la confiscación de sus bienes cuando emigraron debido a la oposición. Al compartir los ideales de este movimiento se enfrento a persecuciones durante el gobierno de Juan Manuel de Rosas, luego se exilio.

### Matrimonio e hijos
Manuel Oribe sitió Montevideo en 1842 y toda la familia Manso tuvo que exiliarse nuevamente, esta vez en Brasil. Allí publicó historias y tratados filosóficos, pero la difícil situación económica hizo que en 1843 regresen a Montevideo, pues fue nombrada directora de una escuela de niñas. Publicó las poesías Una tumba y Una lágrima para ella en El Nacional y un Manual para la educación de niñas. Contrajo matrimonio con Francisco de Saá Noronha, un violinista apenas discreto que la hizo incursionar por giras en Estados Unidos, Cuba y Brasil. Con él tiene dos hijas. Junto a su esposo, Manso escribió obras teatrales (La Familia Morel, A Saloia, A Esmeralda, Rosas), obteniendo varios éxitos.
En el teatro Don Pedro de la ciudad brasileña conoce a Francisco de Sá Noronha, un violinista de Portugal con quien contrajo matrimonio en febrero de 1846, y con su flamante esposo se trasladó a Estados Unidos, en donde nació su hija Eulalia el 13 de octubre de ese año, pero el país no les pareció acogedor y tuvieron muchas limitaciones de diferente índole; entonces migraron a Cuba donde la situación mejoró, y es allí donde la pareja tuvo a Herminia, su segunda hija.
La relación matrimonial no fue buena. Manso recibió constantes humillaciones por parte de su esposo; malos tratos que ella toleraba porque afirmaba que la vida de una mujer contenía abnegaciones y sacrificio aunque posteriormente se dio cuenta de que debía corregir su mirada hacia la vida. El matrimonio duró hasta el fallecimiento del padre de Manso; posteriormente, al enterarse de la muerte de su padre que hasta ese momento hacía de mecenas, su esposo la abandonó y ella con sus dos hijas regresó a Buenos Aires, luego de la caída de Rosas, entendiendo el hecho de su divorcio como un proceso de aprendizaje más en la vida y no como una pérdida.
El regreso se produjo tras el fin del gobierno de Juan Manuel de Rosas a fines de 1850 y lo hizo decidida a desarrollar las actividades culturales y educativas que realizó en las otras ciudades donde vivió, especialmente en Estados Unidos, donde a pesar de no poder tener éxito en lo económico se mostró interesada en su sistema educativo.

### Muerte
Por su constante lucha en pro de la emancipación de la mujer y sus derechos, los diarios y publicaciones la atacaron constantemente hasta el punto de denigrarla nombrándola con epítetos salvajes, lo que quebrantó su salud. Además, la encolerizó que los Anales se dejaran de imprimir por cinco meses. Finalmente falleció el 24 de abril de 1875 a los 55 años, enferma de hidropesía. Fue enterrada en el Cementerio británico porque se negó a recibir la extremaunción a pesar de que, según testimonió el pastor W. D. Junior, un grupo de damas le mandó a comunicar que si no se confesaba no se le autorizaría su entierro en la necrópolis de Buenos Aires. Sus amigos vieron en esta última voluntad una muestra de su coherencia entre sus pensamientos y su modo de vivir y morir. Recién en 1915, sus restos fueron trasladados al panteón de Maestros del Cementerio de la Chacarita de Buenos Aires. en donde a partir de ese momento descansan. La poetisa Juana Manuela Gorriti despidió sus restos y en su oratoria aclamó 

Juana Manso gloria de la educación, sin ella nosotros seríamos sumisas, analfabetas, postergadas, desairadas. Ella es el ejemplo, la virtud y el honor que ensalza la valentía de la mujer, ella es, sin duda, una mujer.

 Además el mencionado religioso W. D. Junior propuso un epitafio para su tumba: «Aquí yace una argentina que en medio de la noche de indiferencia que envolvía a la patria, prefirió ser enterrada entre extranjeros antes que dejar profanar el santuario de sus conciencias».
Después de su fallecimiento, su hija Eulalia le solicitó al ministro de Educación Pública Onésimo Leguizamón que le permitiese dirigir los Anales y solicitó una pensión. La respuesta fue positiva y quedó a cargo de la dirección de los Anales y le fue otorgada una pensión de ciento sesenta pesos fuertes mensuales.

## Trayectoria

### Contexto social
La vida de Juana Manso se desarrolló en la época en que se llevaron a cabo las guerras por la independencia en el Virreinato del Río de La Plata y las guerras civiles que disputaban la manera de conformar el país que se estaba independizando de la Corona española. En ese contexto existían escuelas con el régimen colonial y otras que se constituyeron durante esa época. La constitución de un sistema uniforme de educación debió esperar hasta la década de 1880 donde la labor de Manso fue destacada.
Juana Manso seguía las ideas revolucionarias de mayo con ideas independentistas, republicanas, liberales y progresistas. Apoyaba junto a otros educadores de su época, Domingo Faustino Sarmiento entre ellos, el proyecto ilustrado de educación popular, o sea la construcción de la república mediante la educación del total de la población. Además acorde a las ideas de esa época afines al movimiento romántico y al pensamiento racionalista, Manso afirmaba que la humanidad no iba para atrás y el destino final era el progreso. También deseaba abolir la esclavitud y el racismo de acuerdo a las ideas roussonianas, que incluyó luchas en contra de las prácticas frecuentes por esos años como el intento de exterminio de la población originaria de estas tierras. Sus ideas incluían el desacuerdo por la dominación de la iglesia católica en la parte religiosa y lo reflejó en un artículo titulado «Libertad de Conciencia» donde pide que no haya más litigios entre las diferentes religiones que en ese momento existían en Buenos Aires. Estos pensamientos libres le trajeron varios inconvenientes, uno de ellos el rechazo de la sociedad de su época que no se lo perdonó y el hecho de que ninguno de los dos Cementerios de Buenos Aires existentes en el momento de su fallecimiento, el de la Recoleta y el de Chacarita, permitieron sepultar su cuerpo por haberse negado a recibir la extremaunción por parte de un sacerdote de la iglesia católica.
Manso además se introdujo en aspectos de la cultura que en ese entonces la sociedad le reservaba a los hombres como la escritura o el periodismo (incluyendo el manejo de los medios de comunicación) entre otras actividades y también era masona. La tarea de la mujer era la de ama de casa y la crianza de los hijos.

### Periodismo
Juana Manso usó las herramientas periodísticas como una forma de luchar contra los prejuicios de esos años, en especial contra el género femenino. En la capital uruguaya, participó de un salón literario con varios connacionales exiliados. En Montevideo, hacia 1841 colaboró además con el diario El Nacional donde publicó poesías dedicadas a héroes y a sus amistades.
Cuando vivió en Brasil creó O Jornal das Senhoras. Modas, Literatura, Bellas Artes, Teatros e Critica que se editó entre 1852 y 1855, el primer periódico feminista en Latinoamérica. En esa publicación tomó el papel de filósofa crítica adoptando valores desde el punto de vista de la mujer. No tenía intenciones de lucro con esta empresa como lo da a entender en el cuarto mes de circulación del periódico en una de sus notas donde además publicó adelantos del contenido de los sucesivos ejemplares.
A su vuelta a Argentina fundó una versión para este país que se llamó Álbum de Señoritas. Periódico de Literatura, Modas, Bellas Artes y Teatros que se diferenció de otras publicaciones de ese entonces hechas por mujeres por firmar con su verdadero nombre. Las demás lo hacían con seudónimos de nombres de hombres y además figuraba como directora y como dueña. Pero la publicación no tuvo buena aceptación y duró solo ocho semanas; el primer número salió el 1 de enero de 1854; sin embargo cada una de las ocho ediciones dejó su legado, desde el primero planteó los objetivos, siendo uno de ellos demostrar que la inteligencia femenina es importante por el hecho de que cuando Dios creó el alma humana no le asignó un sexo, y además celebró el hecho de volver a su país pasados veinte años. También proyectó publicar noticias sobre modas, moldes de vestidos, artículos sobre música e ilustraciones. Destacó el ejemplo inglés que convocó a sus más expertos abogados para cambiar las leyes para que la mujer tuviera garantizada su dignidad al reconocerse su capacidad intelectual como derecho natural. En esas ediciones reclamó educación para la mujer y que los hombres dejen de acudir a ellas solo para que los hagan felices.
Por esos años se inauguró en Sudamérica el transporte usando embarcaciones de vapor por los ríos interiores que unen Perú, Brasil y Bolivia y la periodista se refirió a dicho evento con una intuición del futuro en el tercer número del periódico en una editorial titulada «El Progreso», en donde se refiere también al ferrocarril que por esas fechas ya operaba en Chile,

Algún día las cordilleras serán taladradas por su base formando anchos túneles, y, de las selvas agrestes, harán las industrias hermosas ciudades.

En esta publicación solicitaba la educación de la población originaria de estas tierras. Lo hizo en un artículo titulado «Las Misiones» en donde invocando al Evangelio según San Mateo sostenía que era el momento propicio para edificar albergues para los misioneros. Además solicitaba el cese del hostigamiento contra los aborígenes y veía con angustia el avance de tropas para contener el avance de los mismos. En estos documentos reflexionaba sobre el hecho de si no era mejor usar una vía pacífica para reconvertirlos en el mundo del trabajo dejando sus costumbres nomádas y es en los misioneros en quienes confiaba para esta tarea. En ese artículo mencionó al general uruguayo D. Melchor Pacheco y Obes a quien le envió unas tablas para facilitar el aprendizaje de la lectura, y éste las aprobó y ordenó su impresión gratuita en la imprenta gubernamental.
En otro de esos ocho números se ocupó de las religiones existentes en Buenos Aires; les solicitó que terminasen con los conflictos entre ellas. En ese artículo llamado «Libertad de conciencia» sostuvo que existe un solo Dios, que todas las personas son hijos de él y en el Cielo todos serán perdonados.
En su rol de educadora no podía faltar ese tema de sus artículos; además de la educación de los aborígenes, imperaba por un reglamento que regule todos los institutos que se establezcan; también consideraba insuficientes las horas en que los alumnos estaban escolarizados, y se sentía asombrada por el lenguaje vulgar empleado por los niños producto de dos décadas de atrasos y tiranías. Además para sostener económicamente la educación propuso usar lo recaudado en loterías como financiamiento del futuro de los niños.
El penúltimo número se lo dedicó al alma, la definió como una fuerza sensible, inteligente y libre y apeló para su formación a la Filosofía, dejando demostrado que todas las personas tienen un alma aunque también afirmó que muchas personas piensan no tenerla o no debieran tenerla. En este ejemplar le dedicó unas palabras a la Homeopatía y a la medicina casera. Además se refirió a la moda y al mal estado del Puerto de Buenos Aires.
El 17 de febrero de 1854 apareció el octavo y último número de la serie; en él declaró que el periódico fue como un hijo, que al igual que su madre fue desconocida en su zona de influencia.
En todas sus publicaciones, Juana Manso ofició de periodista y de directora encargándose ella misma de informar sus objetivos a sus lectores, tarea que se encargó de divulgar en un artículo del 11 de enero de 1852 titulado Quem eu sou, e os meus propósitos (Quien soy, y mis propósitos). Allí afirmó que escribir sobre sí no le resultaba una tarea divertida y lo escribe usando la primera persona usando tiempos verbales dinámicos. Además en forma jocosa advierte que lo que van a leer no es una autobiografía ni sus inquietudes como podría ser improvisar romances a los ocho años. En esa nota se confiesa romántica pero una serie de desengaños hizo que su corazón se endureciera y esa actitud terminó siendo beneficiosa para ella. Se autodefine a sí misma como escritora y directora de un medio periodístico y se imagina la imagen que los lectores se harán de ella, si es vieja o joven, fea o hermosa entre otras cualidades, y dice que ella es incapaz de responder a esas dudas y se autodescribe como Femme Auteur (Mujer autora), término usado por los franceses.
Se destacó una serie de publicaciones realizadas por Manso en La Ilustración Argentina, periódico que circuló en Argentina entre 1852 y 1854 bajo la dirección de Hortensio Hortelano. Una publicación del 13 de diciembre de 1853 que tituló La emancipación moral de la mujer y otra el 29 de febrero de 1852 donde publicó sus Recuerdos de viaje que ya habían aparecido en Brasil en su Jornal das Senhoras, basado en el viaje que junto a su marido realizaron a Cuba a bordo de la goleta La Antilla en 1847, y que entre sus pertenencias llevaban treinta cartas de recomendación que les permitieron ser bien recibidos a los pocos días.
Entre el 3 de marzo y el 10 de abril de 1864 circuló la publicación La flor del aire. No se supo en principio quién era su director, se presumía de alguien bajo un seudónimo o de un sacerdote proveniente de España, y las investigaciones concluyeron que era Lope del Río quién lo dirigía secundado por la escritora Eduarda Mansilla, bajo el apodo de “Daniel”, y Juana Manso, haciéndolo bajo el apodo de “Dolores”. El papel de Manso en esta publicación se centró en las cualidades femeninas y la moda. Tuvo a su cargo la columna “Mujeres ilustres de América del Sur”. Esta publicación volvió a imprimirse el 16 de junio de 1864, esta vez con la dirección de Manso y con un nuevo nombre La Siempre Viva y con la temática central de la protección de los derechos morales e intelectuales de la mujer, y la moda como temática secundaria. Además en los cuatro números que tuvo esta publicación promovía el estudio y el trabajo de la mujer. Y también le dedicó espacios para la publicación de biografías de mujeres destacadas.
Se pusieron de relieve unas series de colaboraciones en el periódico El Inválido Argentino, dirigido por Juan M. Gutiérrez. En el número 29, del 14 de julio de 1869, apoyó la idea del gobernador de Santa Fe, Nicasio Oroño, de expropiar el Convento de San Lorenzo para instalar en su lugar una fábrica y un establecimiento educacional agrícola. La iniciativa contaba con la oposición del doctor Félix Frías, a quien Manso le dedicó su nota y este respondió otorgándole el apodo de Juana, La loca.
Realizó también una novela histórica basada en hechos de la historia de Argentina de las que se conocieron cuatro ediciones, la primera editada en el Diario Das Senhoras, en Río de Janeiro, Brasil en 1850 escrita en portugués con el título La príncipe, la segunda en El Inválido Argentino que se publicó desde el 29 de diciembre de 1867 hasta el 16 de febrero de 1868, coincidiendo con el último número de ese semanario. La tercera y cuarta edición fueron impresas en la imprenta de F. Pereira e hijos y comercializada en el negocio de Jesús Menéndez en 1924 y en la editorial Rovira en 1933 bajo el título de Los misterios del Plata. Esta novela fue anunciada por su autora en una nota con el título Guerras civiles Del Río de la Plata- Primera parte- Una mujer heroica- por Violeta donde ella usó ese pseudónimo: “Violeta”; en donde se refiere a las guerras civiles que se produjeron en esta zona, y calificó a los participantes en esas contiendas como personajes reales de un romance histórico que sufrieron y actuaron en las mismas. Y describió la escena como un cuadro en que los colores provenían de la fantasía del pintor que en algunas ocasiones copiaba de la naturaleza y en otra usaba su corazón como inspiración. En la misma nota hizo referencia a sus orígenes recordando el exilio que le tocó vivir durante el gobierno de Rosas.
Allí además anunció que el trabajo se iba a dividir en dos partes, la primera, sin nombres propios, iba a tener como argumento una mujer que no existía en ese momento pero tenía deudos; y la segunda parte con la denominación “Páginas de la juventud” que iba a contener nombres propios como crónica de los incidentes sociales vividos 28 años antes de esa fecha. También le anunció a Sarmiento en una carta la próxima aparición de la novela.
En ocasión de una epidemia de cólera que afectó en forma masiva a los pobladores de Buenos Aires en abril y diciembre de 1867, Manso escribió en ese periódico la columna La educación de la muerte donde le dio consejos a la Municipalidad de la Ciudad Buenos Aires acerca del aseo urbano y le solicitó higiene a la población, tanto física como moral, y además le dedicó una poesía al tema.
Colaboró en la Ondina del Plata, publicación que tuvo influencia en el público femenino en el siglo XIX. El director de ese periódico era Luis Telmo Pintos a quien Manso le había remitido una carta elogiando esa empresa que por sus características era magra y se refirió al pasado en donde la mujer no era respetada y sostuvo que había llegado el momento de ejercer la libertad de prensa, la que consideraba uno de los más importantes logros civiles.

### Literatura
Entre 1837 y 1838 participó del Salón Literario de Marco Sastre junto a varios escritores como José Mármol, Florencio Varela, Ricardo Gutiérrez, Esteban Echeverría entre otros. Con estos hombres se volvió a encontrar en su exilio en Montevideo en 1840, en donde las condiciones de vida no le eran favorables.
Ese año en la capital uruguaya publicó en El Nacional de Montevideo un artículo titulado «La Mujer Poeta», pero enseguida una dictadura militar se hizo cargo del gobierno de ese país y la familia se exilió en Brasil.
En 1843 la familia regresó a Montevideo y sus amistades le aconsejaron escribir un libro de lectura, y además utilizando piezas musicales de su esposo escribió un oratorio titulado Cristóbal Colón.
Escribió en 1858 una novela, que fue conservada por su hija Eulalia que se tituló El manuscrito de mi madre. La novela estaba dirigida a ella, su hija mayor y fue publicada por primera vez por la autora María Velasco y Arias en su libro biográfico sobre Juana Manso.
En 1862 escribió Los manuscritos de Alginato un libro de historia para alumnos que cursaban los primeros años de su escolarización, utilizando un lenguaje fácil de comprender. Le envió una copia de su obra al general Mitre, éste lo leyó y recomendó para que fuera un libro de lectura elemental en la educación común. Pese a esta recomendación los profesores del Colegio Nacional de Buenos Aires hasta el año siguiente no lo utilizaron. La profesora Elvira N. de Arnoux realizó una crítica de la obra calificándolo como un relato histórico que en forma progresiva se convierte en un relato de la Historia. El lenguaje utilizado en la obra es más cercano al didáctico que al tradicional relato histórico. Por su parte Santomauro en su análisis dijo que fue el primer libro sistematizado empleado en la educación primaria argentina. Una segunda edición de este libro fue publicada por las hijas de Manso en 1881 en el cual agregaron el período 1874-81, el cual fue recomendado en la sexta edición de La Ondina del Plata aparecida el 1 de agosto de 1875.
En 1868 le escribió una carta a Sarmiento en la cual relata su experiencia con la lectura; " Aprendí a leer por mi misma preguntando una letra y otra, combinando los sonidos y empecé a leer a los seis años de edad. (…) Muy pequeña ejerciteme en ese arte, mi única y sola diversión de la infancia, puesto que las demás me aburrían (…)  La lectura es un arte precioso…en la escuela, donde me sujetaban al aprendizaje sistemado del alfabeto, no pasaba del “Cristo”, porque no podía comprender su valor alfabético y como ‘empacaba’ allí, no iba adelante." 

#### Traducciones
Manso se especializó también como traductora de obras al español. Su primera traducción fue del francés: tradujo en Laskarina Bubulina, una novela que su padre mandó imprimir bajo el seudónimo “Una joven argentina” y que fue dedicada a la Sociedad de Beneficencia. También escribió otras obras suyas en portugués y además otras del inglés de otros escritores entre los que se cuenta Las lecciones objetivas de Calkinso. Además tradujo Libertad de Lieber, Naturaleza y valor de la educación de John Lalor y Dios, el hombre y la educación, Lecturas e informes de Horace Mann, La teología de Cambridge obra dedicada a los estudiantes de la Universidad de Buenos Aires. Además hizo una obra titulada Las dos escuelas donde tuvo como fuente algunos opúsculos escritos por el doctor Samuel Hahnemann en su libro La medicina homeopática.
Mientras estaba al frente de su Ateneo de Señoritas, José Mármol, su amigo, la instó a escribir en diarios regionales y es allí, como identificada con el romanticismo de Esteban Echeverría, donde publicó semanales poesías bajo diferentes seudónimos. Uno de los utilizados fue “Una joven argentina” con el cual publicó una traducción de la novela en francés El Egoísmo y la amistad o los defectos del orgullo, y también del mismo idioma el ya mencionado Mambrogenia o la heroína de Grecia.

“(...)Las grandes teorías sobre la necesidad redoblada educar a los pueblos republicanos, la necesidad urgentísima de dar a cada hombre la interna fuerza que sirve ante el mural a los desbordes de las pasiones y las malas propensiones. La consolidación del sistema, tornándolo uno de los primeros ramos de la administración pública, por medio de leyes que forman la renta y garanticen en el tiempo ilimitado, la siempre renaciente personalidad de la infancia como una iniciación del arte de enseñar basado en la METODOLOGÍA, son principios indestructibles lanzados por Mr. Mann en cuerpo luminoso de doctrinas que han elevado por primera vez la educación a su rango de ciencia social(...)”
Horacio Mann. “Lecturas de la educación”, Anales de la educación común VI. Buenos Aires, 1869. Trad. Juana Manso.

Tradujo las cartas que intercambió con Sarmiento y la educadora estadounidense Mary Peabody de Mann con el fin de difundir ideas mediante el uso de la correspondencia.

### Críticas
Los libros que Manso publicó se convirtieron en un punto de inicio, usando una escritura didáctica en donde pretendía persuadir, y utilizando argumentos que tendían a institucionalizar la educación. Además en literatura es considerada como una de las precursoras de la novela hispanoamericana junto a Eduarda Mansilla, Mercedes Marín, Rosario Orrego, Gertrudis Gómez de Avellaneda, Julia López de Almeida, Clorinda Matto de Turner, Manuela Gorriti, Lindaura Anzoategui Campero, y Mercedes Cabello de Carboneda, entre otras.
Élida Ruiz hizo un análisis de la obra Los Misterios de Plata editada en 1899: la consideró como la primera novela dentro del Romanticismo histórico, pero por convención se consideró a Amalia como dicha obra. La novela histórica relata hechos ocurridos en una época anterior a la que vive el novelista en donde puede haber cambios a los sucesos ocurridos realmente, pero si se mantienen invariables al fusionarse en la novela pueden cambiar de valor y solo cumplen una función estética.
Juana Manso, según sus palabras, no intentó copiar a Los Misterios de París de Eugène Sue sino evidenciar la política de Argentina y al país que según su criterio eran un misterio para el mundo civilizado. John S. Brunswood analizó la obra en donde encontró una «atmósfera» creada por una unión de factores; hay un espacio de peligro permanente en el argumento de Los Misterios del Plata asociado con la represión política del gobierno de Juan Manuel de Rosas.
Cora Olivia escribió una crítica de La Familia de Comendador en La Ondina del Plata en una nota que tituló la novela en donde comparó esta obra con La Cabaña del Tío Tom de Harriet Beecher Stowe. Dijo que la primera novela es una imitación de la segunda donde se puso en escena a los ingenios de Brasil donde el esclavo de raza negra trabajaba en el cultivo de la caña como ocurría en Cuba conformando un poderoso grupo poblacional. Olivia en su crítica dijo que ambas novelas fueron leídas por lectores que tenían atracción por la novelas detestables y corruptoras. El crítico literario Reis consideró que la relación entre los dos textos no constituía un plagio sino la fluctuación de dos mensajes que contenían valores y códigos literarios muy cercanos entre sí.
La autora Velasco y Arias analizó esta obra también y describió al Comendador como un hombre cuarentón, sibarita para los gustos; además está casado con Carolina, una prima suya de carácter duro y comerciante al igual que su suegra y tía, María Das Neves que fue quien impulsó la boda y toma las decisiones de sus vidas. En su análisis Velasco y Arias afirmó que a Manso no le gustaba los cabos sueltos en su vida por eso en el texto ajustó con precisión la de los personajes. Además destacó que la novela se basó en el sufrimiento de los esclavos, que reclamaba el fin de la esclavitud, algo que Manso consideraba un delito de lesa humanidad, tal como había hecho en 1852 Harriet Beecher Stowe con su novela La cabaña del Tío Tom que puso en tela de juicio el sistema de esclavitud vigente en Estados Unidos, aunque la autora Velasco y Arias que Manso haya leído esta obra para escribir la suya.
Velasco y Arias afirmó además que la escritura de Manso no tiene estilo propiamente dicho sino que los párrafos son armados desigualmente por descuido, comete muchos errores de léxico y ortografía, usa la X de cualquier forma (exena en vez de escena), usa g en donde va j (estrangera, muger, paisaje) y en otras ocasiones cometió errores en el número, fluidez y propiedad, hace mal uso u omite usar proposiciones. Estas falencias en la escritura hicieron concluir a Velasco y Arias que la escritura de Manso no debe utilizarse como ejemplo idiomático.
Otra de las obras de Manso fue La Revolución de Mayo de 1810, referida a ese acontecimiento histórico que significó el nacimiento de Argentina como nación y Luis Ordaz lo señaló como el punto inicial del teatro argentino. La obra fue escrita en 1864, su argumento es un drama dividido en cinco actos en donde su autora apeló a la conciencia mítica ya establecida en la población en donde la representación teatral facilitaba la interpretación de ideas. El desenlace de la obra está predefinido por su título, los actos están basados en hechos reales como así también los personajes y el escenario que están documentados en forma correcta. Manso supo percibir las ideas de Rousseau en los protagonistas de Mayo.
También consiguió tiempo para escribir una interesante cantidad de poemas; escribió su primer poema el 4 de agosto de 1841 en la edición n.º 797 de El Nacional, versos que fueron ironizados por otros poetas contemporáneos y también en El Constitucional, y ese año, el 6 de diciembre publicó A Corrientes Vencedora. Posteriormente el fallecimiento de Adolfo Berro la inspiró para escribir uno en su memoria. Y mientras permanecía exiliada en Brasil compuso coplas, siguiendo el estilo de Jorge Manrique. Otras poesías suyas fueron publicadas en setiembre de 1823 en El Nacional tituladas Varias composiciones inéditas desde Río de Janeiro en donde presentó contenido lírico y un marco piadoso característico de la escuela romántica. Otro poema destacado de Manso se titula Una armonía. Homenaje de amistad al Sr. Don Juan Bautista Cúneo inspirado, según Velasco y Arias en la situación social que se vivía en Italia en 1844. Es una poesía con 298 versos que fue considerada como un canto épico por varios críticos literarios. Escribió versos inspirados en el asesinato de Abraham Lincoln, ocurrido en 1865.
La poesía no fue el fuerte en la producción literaria de Manso pero tuvo buena aceptación. Sus poesías fueron traducidas al inglés por Henry W. Longfellow, por intermedio de Sarmiento, y además declaró ser admirador de la autora. Varios de sus poemas fueron incluidos en 1877 en el Álbum poético de la Ondina del Plata.

###### Periodismo
El doctor Tomás Néstor Auza, en su libro Periodismo y Feminismo en Argentina 1830-1930, realizó un análisis de la revista La Flor del aire. Se trataba de una publicación de veintiún centímetros por treinta y uno, con el material impreso en una buena tipografía y separado en dos columnas y con la leyenda «Periódico ilustrado dedicado al bello sexo», frase que definía la orientación temática de la revista a pesar de que no incluía ilustraciones excepto unos figurines que se distribuían en algunas tiradas por separado, y en una ocasión se distribuyó una impresión litográfica de la versión de P. Permy de la obra musical La fuerza del destino de Giuseppe Verdi para piano. El doctor Auza presumió que la revista contó con doce ediciones editándose hasta fines de mayo aunque en una búsqueda realizada solo se pudo encontrar una colección compuesta por cinco números, contabilizándose un total de cuarenta páginas impresas entre el período comprendido entre el 3 de marzo de 1864 hasta el 10 de abril; las restantes se debieron editar entre abril y mayo, y en caso de algún atraso en la imprenta se pudo haber extendido hasta la primera quincena de junio. En dicho análisis también se refiere al director, que firmaba como Lope Del Río y concluyó que se debía tratar de una persona de existencia real que se asoció con dos mujeres en su empresa periodística y fundamentó esta hipótesis en el hecho de que no se apoyaba en sus colaboradoras a la hora de citar o afirmar sus conceptos, y en sus editoriales solía hacer referencia a la filosofía, la religión y a la teología lo que permitió concluir que era sacerdote o alguien muy cercano a la religión. También analizó el papel de las colaboradoras: Eduarda Mansilla y Juana Manso. La primera, la más joven del grupo, que usó el seudónimo “Daniel”, que ya era conocido para los lectores de la época porque ya lo había usado, y la segunda que usó el apodo de “Dolores”. “Daniel” se dedicó a la crítica teatral y según Auza demostró poseer independencia de criterio y además amplitud de información. “Dolores” por su parte se ocupó de la sección “Modas” logrando demostrar, también según el análisis de Auza, amplios conocimientos sobre el tema en todos sus aspectos y además se dedicó a biografiar a mujeres destacadas de Buenos Aires, como Encarnación Sanguinet de Varela, la única biografía que el analista logró encontrar en su búsqueda.

### Manso y el feminismo
Se puede considerar a Juana Manso una feminista confesa. Quería integrar a la mujer en la educación desde su formación y fortalecer la individualidad femenina. Estas ideas repercutieron en la sociedad de entonces en forma radical acerca de la situación de la mujer en ambientes externos al entorno familiar. Usó como inspiración de sus ideas a George Sand y Concepción Arenal, la primera autora afirmó que «el genio no tiene sexo» y realizó su carrera profesional como si fuese un hombre y apoyó al matrimonio como camaradería, se tuvo que vestir como hombre y actuar como tal en la vida cotidiana a pesar de que no dejó de lado sus instintos femeninos, y la segunda coincidió con Manso que la mujer tenía que superar varios obstáculos que sobresalían del orden institucional. Se vistió como hombre para asistir a clases en su facultad logrando el calificativo de masculina como Manso. Además pensaba igual que Manso que un buen sistema educativo era el plan para salvar a la patria.

Quiero probar que la inteligencia de la mujer, lejos de ser un absurdo o un defecto, un crimen o un desatino, es su mejor adorno, es la verdadera fuente de su virtud y de la felicidad doméstica. La sociedad es el hombre: él solo ha escrito las leyes de los pueblos,  sus códigos; por consiguiente, ha reservado toda la supremacía para sí; el círculo que traza en derredor de la mujer es estrecho inultrapasable, lo que en ella clasifica de crimen, en él lo atribuye a la debilidad humana; de manera que, aislada la mujer en medio de su propia familia, de aquella de que Dios la hizo parte integrante, segregada de todas las cuestiones vitales de la humanidad por considerarse la fracción más débil, son con todo obligadas a ser ellas las fuertes y ellos en punto a tentaciones, son la fragilidad individualizada en el hombre.
Juana Manso

Cuando publicaba el Diario de las Señoras, en la edición del primer domingo de febrero, un lector envío una carta titulada El Hombre en donde calificaba sus ideas feministas de subversivas entre otros agravios. Ella responde a esa carta diciendo que como era anónima y a ella se la remitieron en privado, no estaba obligada a contestarla primero porque no tenía costumbre de dialogar con desconocidos y segundo que como los pensamientos de ese lector eran tan repulsivos no se podía dialogar con él. A la primera carta le prosigue una segunda del mismo lector a la que ella le responde que se encuentra asombrada por su ingenuidad de que sus ideas independentistas de la mujer se basaron en la primera misiva y añada que la misma es una espina en la difícil tarea que emprendió una década atrás.
Entre las aclaraciones en respuesta a dicha carta anónima Manso dice que considera al matrimonio como un contrato social en donde la mujer debe tener los mismos derechos otorgados por Dios y que el egoísmo del hombre deniega, a lo que su anónimo interlocutor le respondió que con esa definición el hombre deja de reconocer la autoridad del esposo, afirmación que ella consideró como sediciosa y aniquiladora; que el matrimonio no significa la entrega del cuerpo y alma femenina. Ella reflejó en el primer artículo lo que entiende como independencia moral: 

Es el conocimiento verdadero de la misión de la mujer en la sociedad; es el goce de los derechos que el egoísmo del hombre le niega. También tiene un alma otorgada por Dios y el hombre le niega.

En sus escritos recomendaba no rebelarse pero da a entender que la mujer tiene conciencia de que no es tratada con justicia y es a ella a quien hay que hacerle ver la importancia de tener acceso a sus propios lugares. Señala el hecho de que el hombre siempre la señala como «mi mujer» de la misma manera que dice «mi auto» o «mi martillo». Es decir, le da el mismo tratamiento que a un objeto dejándola en la total ignorancia y Manso afirma que esa debilidad es una carencia de juicio para su autoconducción. Pero sostiene que hay hombres con buena fe que con el transcurso del tiempo ven la necesidad de que la persona que está a su lado esté a su altura, usando el amor como el único medio para lograr la felicidad, y teniendo como sentido de esta palabra que el matrimonio sea la unión de dos almas amigas y de dos corazones que se hermanan y no de una relación de esclavitud. La autora usó para estas definiciones el modelo europeo y estadounidense donde las mujeres podían acceder a cargos que en su país les estaban prohibidos.
En esta publicación Manso publicó una serie de notas denominadas «Emancipación moral de la mujer», en donde definía a la mujer como un sujeto con los mismos derechos que sus pares y no como una víctima de su situación y señalaba que en el rol de sometimiento que padece no puede o se ve limitada su participación de los procesos sociales y llama a la reflexión para eliminar dichos factores estructurales como la inexistencia de ciertos niveles educativos.
El 2 de junio de 1852 escribió otra misiva en su publicación y lo hizo dirigida a la redactora en jefe de ese medio (o sea ella misma), en respuesta a lo que en la semana anterior salió publicado en la revista Novo Correio de modas que se tituló «Emancipacao das Mulheres» en forma casi homónima a la doctrina que ella predicaba, viéndose entonces en la obligación de defenderla. Afirmaba que la fe en el progreso es una de las cualidades de la mujer y las consideraba aptas de escoger estrategias para lograr nuevos derechos. Estos ideales prosperarán como la libertad de cultos y la libertad del alma humana. Asimismo afirmaba que la humanidad nunca va hacia atrás, avanza hacia el progreso que es el destino elegido para ella por Dios. Además a los que agredían sus convicciones les preguntaba si no recordaban que es inherente a ese país (Brasil) que junto a Portugal y Turquía son los únicos estados en donde la mujer no es libre de acción. En el resto del mundo es libre intelectualmente al igual que sus pares hombres.
En esa serie de escritos daba a entender que la esclavitud femenina es una mala herencia de la dominación árabe en la península ibérica y que los conquistadores de América importaron y ejecutaron en dicho continente.
Manso también deliberó acerca de la implementación del matrimonio civil, ante un proyecto de ley que el doctor Joaquín Granel presentó en Santa Fe que fue apoyado por la prensa escrita, pero también tuvo sus opositores entre los que se encontraba Félix Frías, a quien Juana Manso le dedicó una réplica en El Inválido Argentino produciendo un discurso puramente feminista. Fueron dos notas que se titularon «Las teorías del Doctor Frías y el espíritu republicano» en donde lo calificó como un «ultramontano» que confundía las ideas. Según Manso en un matrimonio solo religioso la mujer pierde la personalidad civil pasando a ser una súbdita que solamente obedece y puso como ejemplo nuevamente a la sociedad estadounidense en donde en la soberanía popular se sostiene la base social.
Manso atribuyó a María Cristina de Borbón de ser la primera que se animó a enfrentarse a la esclavitud femenina en España y dar inicio a la emancipación intelectual de la mujer en ese país. En los hechos históricos de ese país como los sitios de Valencia y Zaragoza las mujeres dieron muestras de valentía pero no así en el campo intelectual, que después de santa Teresa de Jesús fueron muy pocos los talentos femeninos que sobresalieron.
La autora consideró a Estados Unidos como el país más adecuado para la vida de las mujeres, en donde su accionar por esa época era totalmente independiente al del hombre, trabajaban en forma paralela, administraban hoteles y se desempeñaban en la función pública. Y además en ese país como en Reino Unido, Italia, Francia, Suiza y Alemania el hombre y la mujer deambulan por la calle juntos, lo que consecuentemente significa que en esos lugares existía el concepto de familia.
Como conclusión de esta serie de notas invitaba a las mujeres a desempeñar tareas pagas cuando el sueldo de su contraparte no fuera suficiente como para tener una vida adecuada y pedía a los hombres que aceptaran algún día el hecho de que la mujer deje de ser esclava; además que dejen de administrar las economías familiares, evitando de esa forma el malgasto de los fondos, los abusos y la tiranía y que respeten a la mujer como un igual. También invitaba a las autoridades que considerasen el adulterio como un delito y de esa forma la mujer dejaría de ser considerada un objeto lo que daría fin a lo que Manso consideraba una guerra a la capacidad intelectual en Brasil.
En su publicación La Siempre Viva cuestionó la imposibilidad de que una dama pueda entrar sola a un café o a un hotel, expresó en esas líneas que en una charla en Filadelfia mencionó este hecho y le respondieron que era un atraso importante. Ella suponía que todo lugar público es del público y concluyó esa nota con la afirmación de que cuando hay esclavitud con la costumbre la libertad es una palabra.

### Docencia
Convencida de que la educación era clave en la emancipación, se ocupó de promover la escolarización en general y, de manera particular, la de la mujer. Abogó por la educación popular, gratuita, metódica, mixta, científica y abierta a todas las clases sociales y se la considera iniciadora de un movimiento de coeducación como modalidad que parte del reconocimiento de igualdades entre varones y mujeres. La docencia se reflejó en todas las tareas que a lo largo de su vida desarrolló Manso entendiendo que una buena formación es esencial para un buen desempeño en la vida, para mantenerse saludable y para el uso de todas las facultades con las que una persona ha sido dotada.
Además en sus trabajos Manso hizo hincapié para conseguir una mayoría femenina en los cargos docentes, y además alentó a la capacitación continua de los enseñantes mediante reuniones y cursos.
En 1841 en dos habitaciones de su casa Juana Manso fundó el Ateneo de las Señoritas en Montevideo. Allí instruía a las jóvenes y señoras del Uruguay en aritmética, lectura, labores, cuidado de los modales de las damas, lecciones de moral, gramática, francés, piano, canto y dibujo. De todos los rincones llegaban a estudiar allí. Y en su segunda estadía en la capital uruguaya volvió a instalar el Ateneo, en esa segunda oportunidad a solicitud y financiado por el estado uruguayo.
En su publicación de Brasil, O Jornal das Senhoras, criticó los procedimientos educativos utilizados en ese entonces calificándolos de vetustos y ve con preocupación las escasas oportunidades que tienen los menores de edad de acceder al sistema educativo. A esta problemática le dedicó una serie de columnas tituladas Estudio sobre Educação. Además en esa serie de escritos consideró a Sudamérica como la región donde la educación presentaba un atraso mayor y se propuso empezar a elaborar un borrador de planificación; lo hizo en documentos titulados Estudios sobre Educação y los resultados de ese trabajo superaron lo que ella había previsto.
En esa misma publicación brasileña dedicó otras columnas a la educación de la mujer, de quienes siente compasión porque se les presenta como muy difícil y lleno de piedras el camino de la virtud; considera que las mujeres ignoran que el camino del bien tiene una recompensa, solo se les presenta la idea del castigo. Manso tuvo la duda si la comprensión entre lo bueno y lo malo no se podría lograr utilizando un sistema de recompensas morales acorde a su inteligencia y fuerzas en lugar del sistema repetitivo usado en esos tiempos que la inducían a creer que si eran buenas lograrían la felicidad y en caso contrario solo la desdicha.
En 1859 el escritor José Mármol la presenta a Domingo Faustino Sarmiento, por entonces jefe del Departamento de Escuelas, quien la promovería a directora de la Escuela Normal Mixta N.º 1, en el barrio de Monserrat. La Escuela de Ambos Sexos N.º 1 creada por él, ya que ella apoyaba la idea de la educación para mujeres. Durante esta tarea escribió a partir de 1865 la revista Anales de la Educación Común apoyando y promoviendo los ideales del político sanjuanino, que la había creado en 1858 y dirigido hasta esta fecha, y los nuevos planes educativos. En estos documentos promovió el proceso de enseñanza con base en la reflexión y la observación, respetando las necesidades y niveles madurativos del educando. Pero Sarmiento fue enviado a San Juan como interventor y ella se quedó en la capital argentina luchando contra los que se oponían a la educación mixta. Ella defendía fuertemente sus ideas en diferentes conferencias y charlas que daba, llegando a ser abucheada por los asistentes a las mismas y llegó a ser calificada de loca. En los Anales de 1870 se volcó la Historia de las Conferencias Pedagógicas desde 1863 a 1870, también la Memoria sobre la Educación Común en la provincia de Buenos Aires cuyo autor fue José M. Estrada (hijo) y La Historia de la Educación Pública en la ciudad de Buenos Aires
Además en esos Anales propuso adelantos con respecto a la educación femenina y también en la carrera docente de las mujeres, sostuvo que el cargo de directora de Escuelas debía obtenerse por concurso para dignificar a las docentes. En esa publicación también defendió la eliminación de los exámenes, subordinando los conocimientos a la conciencia del saber.
En 1863 los profesores del Colegio Nacional de Buenos Aires aprobaron un libro de texto titulado Compendio de Historia de las Provincias Unidas Del Río de la Plata, que el año anterior Manso le había enviado al general Mitre y este había recomendado usarlo como libro de referencia elemental en las escuelas primarias.

### Vocal del Departamento de Escuelas
En 1869, con Sarmiento como presidente de la Nación, fue nombrada como vocal del Departamento de Escuelas desde donde promovió la formación de las cooperadoras escolares, creando comisiones parroquiales para atender a los niños indigentes consiguiéndoles ropa, alimentos y libros, y además propuso flexibilizar los planes educativos vigentes por esos años y eliminar los castigos físicos que regían en el sistema educativo del siglo XIX, dominado por el uso del terror y la memorización como herramientas pedagógicas. Dos años después pasó a formar parte de la Comisión Nacional de Escuelas. En estos cargos impulsó sus ideas de reformas, como la enseñanza del idioma inglés en los colegios públicos y la designación de cargos jerárquicos mediante concurso y orden de mérito.
Manso impulsó también la creación de Jardines de Infantes basándose en trabajos previos de Bernardino Rivadavia llevados a cabo en la década de 1820, intercambió cartas con Mary Mann, integrante del movimiento de Kindergarten que tuvo éxito en Estados Unidos, teniendo también el aval de Sarmiento que visitó el país norteamericano. En sus Anales se refirió a la importancia de los establecimientos de nivel inicial informando a las docentes de las características de los mismos y recomendó actividades musicales y lecturas para las diferentes actividades recreativas. Además promovió las ideas de Pestalozzi y Froebel, autores a los que les tradujo las obras al español con el fin de dar a conocer estas instituciones y dar formación a las docentes para los niños de nivel preescolar.
Organizó una serie de conferencias destinadas al público femenino con el fin de promocionar sus ideas políticas y religión pero no tuvo por parte de sus receptores una buena acogida, generó quejas y gestos de repudio. Además propuso unas actividades de educación física que fueron calificadas de inmorales por las autoridades educativas, lo que provocó la suspensión de esta serie de charlas que consistían en una serie de lecturas y ejercicios para ser usados en los procesos de enseñanza. Sarmiento describió esta situación en una nota:

Son las notas las que irritan. Es la primera vez que se introduce la práctica de hablar en público sobre cualquier materia. Solo el púlpito estuvo en poder de esa prerrogativa. Hoy lo esta el pensamiento
Domingo Faustino Sarmiento

#### Ideas para mejorar el sistema educativo
A lo largo de su carrera Manso defendió los derechos de los niños procurando eliminar los castigos físicos que eran utilizados como herramienta pedagógica en ese entonces. Además promovió la utilización de métodos modernos en la enseñanza en reemplazo de los que consideraba arcaicos, y aconseja la interacción entre profesores y alumnos en las aulas que permita el ejercicio del pensamiento. Reclamó que los castigos sean solamente morales y que los educadores debían tener la capacidad de hacerse querer por sus educandos ya que con la amistad podrá dirigir corazones con sinceridad y concluyó que el amor y el respeto que un educador puede llegar a inspirar es la más bella propiedad en la tarea de un profesional de la educación.
Y también reclamó una educación homogénea en todos los establecimientos educativos del país y que sea igualitaria tanto para pobres como para ricos aunque reconoce a esto último como utópico ya que una niña de una familia de escasos recursos económicos solo podría contraer matrimonio con un hombre de la misma situación económica entonces no podría malgastar su tiempo en aprender a bordar o canto o tocar instrumentos musicales sino que debiese tener una educación más amplia acorde a sus necesidades que le permita ser mejor como hija, madre y esposa.
Además recomendó que sea utilizado un sistema Politecnográfico conocido como sistema Enciclopédico para esos fines. Calificó como obsoleto el sistema Carta de Lectura que se usaba por esos años en la enseñanza y recomendó la utilización de Tablas de lectura de tamaño grande con punteros de gran tamaño también en donde a su alrededor formaba un semicírculo con alumnas y una con apenas algunos años más hacia el papel de monitor, procedimiento que según ella le daba buenos resultados a sus estudiantes.
El de la mesa de arena blanca era otro sistema que usaba con frecuencia para los educandos que estaban aprendiendo a leer, con esa herramienta podían dibujar las letras con mayor facilidad, y posteriormente seguían con las sílabas y finalmente empezaban a utilizar el papel.
También se ocupó de la calidad de vida de los niños escolarizados. La cantidad de horas que un chico estaba dentro de la escuela fue otra de las cosas que Manso cuestionó durante su trayectoria, decía que una alumna necesitaba ir con una criada al colegio cuando no era internada del mismo, propuso que se iniciase la actividad a las 7 de la mañana hasta las diez, posteriormente media hora de recreo y otra media hora de aseo para posteriormente almorzar e ir de nuevo a las aulas hasta una hora de la tarde que fuera adecuada para cerrar el establecimiento hasta el día siguiente. Y es a ella a quienes los estudiantes primarios y secundarios de Argentina le deben los recreos, ella fue quien los impulsó, convencida de que los educandos necesitaban una pausa para poder distenderse durante los periodos de aprendizaje. Y años más tarde una ley, la Ley 1420 los convirtió en obligatorios.
Como complemento de su trabajo se ocupó también de las niñas de escasos recursos económicos que solo recibían educación rutinaria y eso debía cambiar según su pensamiento, y además sostenía que la educación debía ser completamente práctica ya que para manejar la teoría se debía tener el pensamiento ya desarrollado.
Dio una conferencia que se llamó Pedagogía Filosófica que se enfocó en la educación del niño interiorizándose en su naturaleza. Para ello separó los periodos de aprendizaje en cuatro fases: atención y observación, atención y comparación, ejercicios de memoria y por último el uso de la imaginación; y fijó los objetivos que debían lograrse:
1. Determinar las bases de la educación.
2. Esas bases deben asentarse sobre las teorías de civilización y del avance continuo de la inteligencia.
3. Si la persona se formó en la ignorancia y el error no logra conformar posteriormente las buenas costumbres.
4. Se debe tener libros elementales para la formación.
5. Redactar reglamentos para escuelas cuyo fundamento sea la iniciación de los educandos en la moralidad, en el respeto a las instituciones sociales y a la ley, y que se evite substraer esas instituciones educativas de la arbitrariedad de los profesores.

Y además afirmaba que es la sociedad en su conjunto, aun desde sus medios de comunicación la que le da educación a una persona no solamente la escuela. Con base en estas aseveraciones convocó a los vecinos para que conformasen asociaciones ya que los consideraba capaces de fomentar la educación popular, y también procuró la sanción de una ley que regulase estos temas.

### Dirección de la Escuela de Ambos Sexos
Estas ideas liberales y que impulsaban la renovación de la educación, que elaboró inspirada en conceptos de la Revolución de Mayo y que las difundía por medio de la prensa, en sus presentaciones en Buenos Aires y en el resto del país, tuvieron sus detractores. En el año 1859 ni la Municipalidad de Buenos Aires, ni el Estado de Buenos Aires ni tampoco las Damas de Beneficencia tuvieron en cuenta sus propuestas pedagógicas, ya que para algunos vecinos de Buenos Aires era un insulto la escuela mixta, las escuelas municipales eran solamente de varones y las escuelas dependientes de las Damas de Beneficencia no tenían ningún tipo de injerencia. Además por estas ideas Manso se ganó el mote de loca.
Pero pese las opiniones contrarias tuvo la defensa de Sarmiento, quien por entonces desempeñaba el cargo de director de Escuelas de la provincia de Buenos Aires, y vio en Juana Manso la oportunidad de difundir sus propias ideas y el 7 de abril de 1859 la puso al frente de la Escuela de Ambos Sexos, con sede en la parroquia de Montserrat ubicada en la calle del Buen Orden 123. La orden dada por Sarmiento fue “Reciba todos los que vengan” dando por resultado un elevado número de inscriptos. Antes de que la escuela cumpliera un año, el 30 de marzo de 1869, Manso elevó a su director provincial un informe producto de nueve meses de observación en donde informó de grandes adelantos. Consideró a la escuela mixta como un límite para los varones y una buena oportunidad para adquirir desde la niñez hábitos de urbanismo. Además estableció en el recinto la enseñanza de lenguas extranjeras, enseñándose inglés escrito y francés oral.
En un segundo informe elevado al Jefe Interino del Departamento de Escuela del Estado de Buenos Aires, Manuel Pazos, informó que su escuela había sido galardonada con el puesto de honor en una entrega de premios a las escuelas capitalinas realizada en el Teatro de la Victoria, ceremonia que tuvo a una enorme cantidad de estudiantes de dichas escuelas, quienes previamente concurrieron a una misa celebrada en la iglesia de San Miguel. El cierre del acto contó con palabras alusivas de Pazos y de la propia Manso.
Sin embargo los opositores a este moderno sistema educativo continuaron haciendo sus proclamas, apedreando los diferentes edificios a los que la escuela debía mudarse a causa de los daños que esta modalidad de protesta provocaron, teniendo como punto culminante una nota que le enviaron en julio de 1865 en donde le solicitaban la separación de los alumnos varones y que obligó a Manso a hacer un descargo diciendo que su escuela constituía una familia y que ello sería separar a los hijos de su madre; finalmente a causa de las presiones renunció al cargo el 1 de septiembre. Este hecho la hizo pensar que Argentina tenía costumbres de una colonia.
Tiempo después de su renuncia a la escuela, recibió dos cartas, una fechada el 11 de junio de 1867 de Domingo Faustino Sarmiento donde le expresó su agrado por la escuela de ambos sexos diciendo que él había estado en 1860 tres días en la Escuela Normal de Lancaster, en Pensilvania donde había convivido con trescientos alumnos mayores de quince años las mujeres y mayores de dieciocho los varones en un ambiente de aprendizaje mutuo. La segunda carta le llegó desde Catamarca remitida por Lindor B. Sotomayor donde le comunicó la creación en esa provincia de la Sociedad Protectora de Instrucción Pública y le adjuntó los estatutos que se publicaron en la prensa.

#### Reorganización del Departamento de Escuelas
El 9 de agosto de 1869 Sarmiento, que en esa fecha era presidente de Argentina, le encomendó la tarea de reorganizar el Departamento de Escuelas. Como parte de esa tarea en noviembre de ese año realizó una inspección a treinta y cuatro escuelas trasladándose en un carruaje; el resultado de esa inspección fue un informe en donde señaló que no se podían dar conferencias en esos lugares por falencias humanas, se requería maestras con más formación. Este informe lo dio en una conferencia a la que asistieron varios docentes. El personal docente se rebeló ante semejantes afirmaciones y la municipalidad la separó de este cargo con el pretexto de que sus disertaciones no tenían valor alguno, y las docentes que asistieron a las ellas también fueron separadas de sus cargos.
En noviembre de 1870 Manso inició una serie de conferencias tituladas Conferencias para Maestras, apoyada por Sarmiento, quien veía en las conferencias como el género laico que sigue al sermón religioso.

### Desempeño en la Comisión Nacional de Educación
Y en 1871 alcanzó el cargo más alto que un educador podía lograr por entonces, ser miembro de la Comisión Nacional de Educación, y además la primera mujer en serlo. Fue propuesta por el entonces presidente Nicolás Avellaneda. Los demás miembros que ocuparon con ella el cargo fueron Abel Bazán, Santiago Cortínez, Olegario Ojeda y Pedro B. Ojeda. Y ese mismo año volvió a estar a cargo de un establecimiento educativo, cuando ocupó el lugar dejado por María Isabel Gorman en la Escuela Graduada N.º 1. En ese cargo elaboró un programa para cultivar el gusto por la lectura. El programa recibió críticas de Enrique S. Quintana, Justo Ruiz y Diez More a los que ella le respondió con firmeza.
En una oportunidad le solicitó al Consejo de Instrucción Pública, del que fue miembro junto a Antonio E. Malaver y otros señores apellidados Cazon, Gutíerrez, Cosson, Montes de Oca y Torres, que se ocupase de la provisión de útiles escolares pero le respondieron que existían dificultades para ese pedido y ella entonces solicitó la sanción de una ley de subvenciones de municipalidades de campaña, recibiendo la respuesta del doctor Montes de Oca de que se dirigiera a la Comisión de Útiles. Y en la sesión del 3 de mayo de 1873 de ese organismo Manso impugnó el informe de la Escuela Normal de la Sociedad de Beneficencia, aclarando que las docentes de la institución eran buenas pero necesitaban de un estímulo. El presidente del Consejo solicitó que se autorizase el envío de dos inspectores para evaluar la idoneidad de la institución. Juan M. Gutiérrez y Sáenz Peña fueron las personas a los que se les confió la misión.
En las ediciones de 1873 de los Anales el tema central fue el Reglamento de Escuelas, la solución a los problemas, trámites y traslados. Además fueron otras temáticas la instrucción pública en las escuelas municipales de la Ciudad de Buenos Aires, la legislación sobre educación primaria en las provincias de San Luis, Catamarca, Jujuy y Salta y los informes que realizó Horace Mann; y Carlos Northern escribió varios artículos bajo el título de El Consejero del Maestro.
Y en el número de diciembre de 1874 en los Anales se informó que el educador uruguayo doctor José Pedro Varela les envió una obra de dos volúmenes titulado La educación del pueblo, un compilado de obras de los más importantes educadores ingleses, americanos y franceses conteniendo las bases necesarias para un sistema educativo común, y estableció que la educación debería abarcar los siguientes estratos: Jardines de infantes, Escuelas Normales, Universidades y Educación de la mujer. Además promovió la educación nocturna para adultos. El editorial del ejemplar lo escribió Manso donde comentó las bases del trabajo de Varela y agregó que la educación modifica las malas costumbres instintivas, corrige el abuso del mal uso del lenguaje y elimina la tendencia de hacer esclavas a las mujeres del «que dirán».

### Sociedad Pestalozzi
Manso fue cofundadora de la Sociedad Pestalozzi en 1872 tomando como modelo la obra del educador Juan Enrique Pestalozzi, señalado por Víctor Mercante como el «prefacio de la instrucción pública argentina». Los demás miembros de la sociedad fueron Nicodemes Antelo, que ocupó el cargo de presidente de la Comisión Directiva, Saturnino Benavídez que fue el secretario y otros 32 miembros activos que eligieron al docente suizo como adalid porque afirmaban que sin él la educación moderna no hubiese existido.
Una de las obras que la sociedad realizó fue la edición del periódico La Educación Moderna que tuvo la pretensión de llenar una necesidad en la prensa argentina. El comité de redacción de ese periódico lo integraban Antelo, Domingo Orlandini y Rafael A. Valiente. Solamente se conservó un único ejemplar en el que sus editores condenaban toda estructura primordialmente clásica, y solicitaban una enseñanza positiva acorde al ideal de los pueblos nuevos, además daban su apoyo a un proyecto municipal de escuela laica, aunque eran abiertos a escuchar a los opositores a estas ideas, y en este número reclamaban la reconstrucción de la escuela Normal, habiendo cumplido un año de su cierre sin que haya planes para su restablecimiento. También los autores de la edición mostraron su apoyo al entonces director de Escuelas doctor Encina, y Domingo F. Orlandini firmó una nota donde puso de ejemplo a Horace Mann, educador estadounidense que prefirió el cargo de director de Escuelas al de gobernador de Boston en 1848 y como nota final de ese número se publicó una titulada La conciencia y Pestalozzi dedicada a quien llevara el nombre de la sociedad.
Manso apoyó estas ideas no de casualidad porque ella misma era de la idea que una educación moderna sería una forma de iniciar la regeneración de los pueblos libres.

### Sociedad Amigos de la Educación Popular de Montevideo
Elbio Fernández y José Pedro Varela integrantes de la Sociedad de Amigos de la Educación Popular (SAEP) de Montevideo le propusieron ser corresponsal de esa institución en 1869, y ella aceptó la propuesta.
Varela le envió un artículo titulado «Los derechos de la mujer» aclarándole que se animaba a tratar de esos temas solamente delante de un grupo de jóvenes y se había propuesto señalar lo que el denominó «llagas sociales» cuya solución dependía del progreso. Además también pensaba que los derechos de la mujer eran una cuestión secundaria porque si era igual en capacidad al hombre debía gozar de los mismos derechos.

### Influencia sobre Sarmiento
Juana Manso y Domingo Faustino Sarmiento se interrelacionaron entre sí en sus tareas, y en esos contactos Manso adquirió habilidades tales como la visión perimetral del país, de sus habitantes y situaciones, y además la firmeza de su afirmación. Sarmiento por su parte ya leía las obras de Manso aceptando la figura de la autora, demostrando lo que Lily Sosa de Newton afirmó de él, que tenía la capacidad de descubrir la riqueza intelectual de las mujeres que les eran cercanas. Y además entre los dos fundaron en todo el país 34 bibliotecas populares.
Manso y Sarmiento tuvieron una fluida comunicación epistolar, se destacaron una carta que en 1862 Sarmiento le envía desde Estados Unidos cuando era ministro Plenipotenciario, en esta misiva le insinuó a Manso de utilizar el modelo estadounidense en la política educacional argentina. Y estando en Lima, Perú el funcionario argentino leyó en un diario el artículo «La escuela de Flores» firmado por Manso lo que le provocó asombro y motivó la escritura de una carta. También le envió dos cartas en agosto de 1865 con motivo de la publicación de los Anales en donde entre otras cosas le informa el número de mujeres que ocupan puestos no tradicionales. Otra carta que se destacó fue la fechada el 5 de febrero de 1868 escrita por Manso con motivo de la candidatura presidencial del segundo en donde ella presintió que algo original estaba ocurriendo. También fueron notorias las dos cartas que recibió Manso con motivo de su renuncia a la dirección de la escuela de Ambos Sexos ya mencionadas. Y en otras dos correspondencias remitidas desde Estados Unidos le envió dos tomos de la Vida de Lincoln en donde se incluyeron los versos que ella escribió en memoria del héroe estadounidense, y que fueran traducidos al inglés por Longfellow y publicados en el Atlantic Month.
Además recibió por parte de Sarmiento una carta de desagravio a causa de una frustrada conferencia que Manso dio en la iglesia Catedral al Norte sobre la Reforma Luterana Europa en mayo de 1866, y que fue interrumpida por manifestantes que proferían gritos e insultos además de arrojarle asafétidas en su cuerpo lo que hizo imposible oír la disertación de la educadora. Por este incidente también recibió una carta de desagravio de la educadora Mary Mann en donde le expresó su admiración por sus trabajos que obtuvo por intermedio de Sarmiento y le prometió enviarle un libro que escribió acerca de los jardines de infantes.
Hubo además una fluida interrelación entre Manso, Sarmiento y Mann. Esta última le solicitó al político y educador argentino que le proporcionara una biografía de Manso o que le escribiera en caso de que no existiese. Manso la nombró su corresponsal y amiga en caso de un supuesto viaje a Estados Unidos. Además Mann tradujo al inglés el libro Facundo de Sarmiento y estuvo investigando su vida para escribir una biografía de él. Mann invitó a Manso a viajar a Estados Unidos para asistir a una capacitación sobre jardines de infantes que impartiría la educadora Mrs. Kriuges, pero ella rechazó la invitación aduciendo otras ocupaciones y preocupaciones que le imposibilitaban abandonar el país: esta serie de comunicaciones se vieron reflejadas en la Correspondencia de los Anales, donde se publicaron la carta de Mann fechada el 16 de febrero de 1869 y la respectiva contestación rechazando la invitación.

#### Conferencia en Quilmes
El 24 de octubre de 1866 en Quilmes, una de las localidades que según Sarmiento pedía la construcción de escuelas y que por entonces solo funcionaban dos, Manso dio una disertación que la inició con la frase «la escuela es el secreto de la prosperidad de los jóvenes», frase que pronunciara anteriormente Bernardino Rivadavia. En su alocución hace énfasis en la baja calidad de la educación que reciben los niños de bajos recursos en comparación con los niños de familias de mayores recursos económicos que pueden acceder a una escuela privada. Y continuó advirtiendo del peligro de esta práctica que podía poner en peligro la perpetuidad de la República. Solicitó a las municipalidades que financiaran la educación de todos los niños, y además de la apertura de una biblioteca pública.
Esta charla tuvo repercusión en Estados Unidos, más precisamente en el primer número de la revista Ambas Américas, fundada y dirigida por Sarmiento, en donde publicó en la sección Correspondencias una carta de Manso con el resumen de la actividad.

### Intercambio epistolar con Mary Mann
Mary Mann, educadora de Estados Unidos, y Juana Manso intercambiaron varias cartas, siendo el período más importante de dicha comunicación el período comprendido entre el 11 de mayo de 1868 y el 13 de diciembre de 1872, en donde entre otros temas intercambiados se encuentran la información de que Manso estaba traduciendo al español las obras de Horace Mann creyendo que eso era un digno servicio a Sudamérica, la correspondencia se la envió por medio de Foster Thayre, educador que debió dejar Argentina por no ser reconocido.
En otra de las misivas Manso le expresó su deseo de visitar Estados Unidos, país que no conocía y además le comentó acerca de su nombramiento en el Consejo de Educación y le pidió a Mann que le envíe una copia del Board of Education de 1868.
Al año siguiente le comunicó por el mismo medio su encuentro con las educadoras Szaba, Wood y Gorman de las que tuvo una muy buena impresión, y además le comunicó a Mann que en Buenos Aires la aprecian, especialmente los miembros de la Sociedad de Beneficencia creada por Rivadavia. En esas mismas correspondencias le comunicó que el gobernador Castro la nombró consejera de Educación Pública, cargo que generó resistencia por parte de la sociedad por su intento de introducir el canto en las escuelas y exigir que las maestras supieran escribir desde el deletreo e intentar ordenar la enseñanza.
En las correspondencias de 1870 hubo informes acerca del reflotamiento del Consejo de Educación impulsado por Manso, la aprobación del reglamento de escuelas infantiles y el principio de discusión de los principios de Pestalozzi ya que ella pretende convertir las escuelas de niños pequeños en jardines de infantes y de allí proseguir con la organización ascendente y estaba en tratativas de que una pareja de alemanes le pusiera en funcionamiento un jardín. También se quejó de la oposición recibida por docentes a las que ella previamente había favorecido, también le comentó a Mann de que en Argentina habían asesinado a Urquiza y se estaba desarrollando una guerra civil, problemas que entorpecieron su tarea.
Por su parte Mann envió una serie de correspondencias a Manso, teniendo mayor trascendencia una del 5 de noviembre de 1870 que le había escrito en agosto en donde le pidió explicaciones acerca de la ida a San Juan de las maestras llegadas de Estados Unidos. Manso le respondió diciendo que el contrato que las docentes Zaba, Wood y Dudley firmaron no decían un destino específico, solamente decía República Argentina. Y además alegó que ella no era quien daba consejos, que ella no las había aconsejado acerca de ese viaje. Y también la docente Gorman se presentó en su domicilio acompañada por el señor Ryan con el propósito de no viajar a dicha provincia argentina, cuando le preguntaron a Manso su opinión acerca de ese destino ella respondió que no lo conocía. Y que finalmente tal viaje no se realizó después de unas deliberaciones con Sarmiento, ya que él había dado la orden de que se trasladen a esa provincia y el grupo de docentes se negó por no tener completo el vestuario y no parecerles adecuado el destino. Agregó Manso en esa comunicación que ella negoció con el ministerio de Gobierno de la provincia de Buenos Aires un contrato para las docentes en esa provincia con iguales características y sueldo que el que tenían en San Juan a pesar de que tenía que contrariar la orden emitida por Sarmiento que era que regresen a Estados Unidos en el mismo barco que las trajo por haberse negado ir a trabajar a San Juan que era la directiva original emitida por Sarmiento, lo hizo actuando como vocal del Consejo de Educación para salvar la reputación institucional del organismo, y además consiguió que le adquieran a Bell Dudley un jardín de infantes por doscientos pesos fuertes.
En esa misma carta Manso admitió que ella no estaba a favor del traslado de las maestras al territorio sanjuanino por no ser favorables las condiciones religiosos/políticas del país, las jóvenes docentes profesaban la religión protestante y en Argentina por entonces predominaban los jesuitas, además consideraba que la falta de circulación de los ferrocarriles hacía que los peligros no cesaran, y comparó a las provincias del interior argentino con las aldeas de El Cairo: eran el desierto, la barbarie. Y también reflexionó que si el país no establecía su capital fuera de Buenos Aires por razones de seguridad tampoco ofrecía garantías a una niña indefensa, ella afirmó que tampoco hubiese aceptado el trabajo. Como finalización de esa carta le comunicó a su remitente la creación de nuevos jardines y le solicitó que le consiga presupuestos de trenes de fierro para escuelas y de aparatos completos de Calkins.
Hay otra carta de Manso dirigida a Mann en donde le comunicó que la docente Gorman renunció y que ella estaba a cargo de la escuela que había dejado, y además le contó que Buenos Aires estaba gobernada por los jesuitas que le manifestaban a ella su odio por su condición de hereje. También le solicitó en esa correspondencia consejos para su Manual de Historia Argentina que acababa de escribir.

### Cartas inéditas
María Velasco y Arias, quien estudió la vida de Manso, hizo referencia en una disertación del 17 de agosto de 1938 a una serie de cartas que Manso le escribió a una niña de trece años que fue su alumna, que posteriormente se supo que se trató de Carmen Campero de Gómez del Campo. La primera con fecha del 12 de abril de 1873 en donde le pide disculpas por no haberle escrito anteriormente, en esa carta le dijo que estaba orgullosa de su amistad con una persona mucho más joven. Allí se refirió a la alumna con el sobrenombre de China y le escribió a su casa de Belgrano. La segunda carta estaba fechada el 11 de enero de 1874, cuando la niña se había trasladado a Ranchos y en ella le recomendó resignación ya que las mujeres latinas eran «cosas» y no seres dotados por Dios. Además en esa carta le comunicó que en una visita fallida a la Sra. Hopkins porque no la encontró, había encontrado un libro escrito en inglés que se titulaba El genio de la soledad basado en la vida de Beethoven. Lo leyó y encontró similitudes entre la vida del músico y la suya; ambos eran pobres, ambos vivían en soledad y además ambos eran desprolijos para vestirse. Y también Beethoven fue abucheado cuando se disponía a dirigir una de sus obras.
Estas dos cartas, escritas un año antes del fallecimiento de Manso, se visualizaron las relaciones de dominación y subordinación del género. Y a pesar de que Manso estaba ya débil en lo físico y lo moral seguía luchando por lograr su lugar en el mundo pese a las presiones de la sociedad. En las dos cartas manejó las variables espacio-temporales, al disculparse en la primera de no haber escrito antes y en las variables textuales usadas en la segunda como la posición social de la mujer y en segundo plano la violencia, la injusticia y la soledad entre otros factores.

### Biblioteca Pública de Chivilcoy
Juana Manso realizó varios viajes a la ciudad argentina de Chivilcoy, siendo la primera el 11 de setiembre de 1866 invitada por Manuel Villarino y Augusto Krause. En el primer día de esa visita le tocó disertar después de Avellaneda en donde se refirió a temas de la cultura popular, y al día siguiente propuso organizar una charla literaria con el fin de recaudar fondos para formar la biblioteca pública en esa ciudad. Se inauguró el 10 de noviembre de ese año siendo la primera biblioteca pública en una pequeña localidad de Sudamérica, uno de los primeros donantes de libros fue el presidente Avellaneda y la propia Manso, acompañada de sus hijas, que donó un cajón de pino con 144 libros de su colección a las que les dio el nombre de “Domingo Faustino Sarmiento”. Terminó ese día ofreciendo una velada literario-musical donde leyó el cuento escrito por Juana Manuela Gorritti Una hora de coquetería y ejecutó temas musicales. Y además tradujo del inglés el Reglamento de Escuelas de Nueva York para que sea usado como ejemplo a esta.
Al día siguiente dio una conferencia con el fin de recaudar fondos para la biblioteca obteniendo 3800$ que donó íntegramente a la institución. En esa jornada habló sobre innumerables temas, entre ellos tratando de inculcar la lectura en la mujer, a quien también le confía la administración de la biblioteca y además destacó que en esa ciudad del interior de Buenos Aires sus Anales tenían 40 suscriptores mientras que en la capital argentina tenía treinta y ocho.
Durante su conferencia también trato otros temas, entre ellos la invitación a que Chivilcoy se conforme una asociación que porte el distintivo de Sociedad Franklin como lo hizo San Juan y tenía proyectada Gualeguay, Entre Ríos. Además instó a los pobladores para que eleven la categoría del pueblo a ciudad, que siembren árboles y loteen los terrenos y las propiedades.
Como reconocimiento a la labor de Manso en la instalación de la biblioteca, la Comisión Directiva de la misma colocó en el lugar más visible del edificio una foto de ella con la leyenda «Fundadora de la primera Biblioteca Popular en la provincia, noviembre 10 de 1866», y ella se mostró alegre por el gesto y nombró a Sarmiento como inspirador del proyecto, y finalizando con esa jornada se dirigió a las mujeres a quienes les solicitó que ejerciesen su condición maternal para que preparen a la generación siguiente.Su visita se puede rastrear en la revista Anales de la Educación Común entre los números 40 (octubre de 1866) al 47 (mayo de 1867), en donde se evidencia el buen trato que recibió.
En abril de 1868 visitó por última vez la ciudad de Chivilcoy pero esta vez no tuvo una buena recepción, arribó con una donación de libros y sus amistades la recibieron con alegría, y les dio una conferencia sobre las ventajas sociales que tiene la educación de la mujer. Pero el 8 de abril tenía programada una segunda charla, cuando fue a llevarla a cabo se la sacó del lugar que tenía asignado y se la ubicó en uno de menor categoría y cuando se disponía a pronunciar su lectura un grupo de asistentes la interrumpió provocando que se retire indignada diciendo “Veo que estamos en la pampa”.

## Homenajes
Los medios de prensa le dedicaron varias editoriales a Manso, la primera el 2 de mayo de 1875 en la Ondina del Plata ante el reciente deceso fue enteramente dedicado al evento, en 1881 Sarmiento dedicó una nota a un homenaje que sus amigos Faustino Jorge, Álvaro Barcos, Carlos Encina y Augusto Krause le hicieron. Y al cumplirse el centenario de su muerte el diario La Nación escribió una nota recordatoria a su memoria.
Domingo Faustino Sarmiento instauró después del fallecimiento de Manso un premio en su honor que galardonaba a la niña o señora que sea la mejor en leer dos textos, uno designado con anterioridad y el otro al azar en el momento de la competencia, las reglas de ese concurso se publicaron en el Monitor de la Educación de 1881. La implementación del certamen tuvo como inspiración una carta que Manso le había enviado a José María Cantilo, director de El Correo del Domingo, donde le expresaba su preocupación ante los escasos hábitos de lecturas que tenía la población de Argentina.
La municipalidad de Rosario organiza desde 1999 un premio al periodismo con su nombre, que lo oficializó a través de la ordenanza n.º 6798 que busca incentivar las producciones periodísticas basada en la igualdad entre hombres y mujeres, buscando la discusión de los roles tradicionales de ambos géneros y diferenciar los trabajos que muestren una imagen real de la mujer en la fecha en que se realice el certamen.

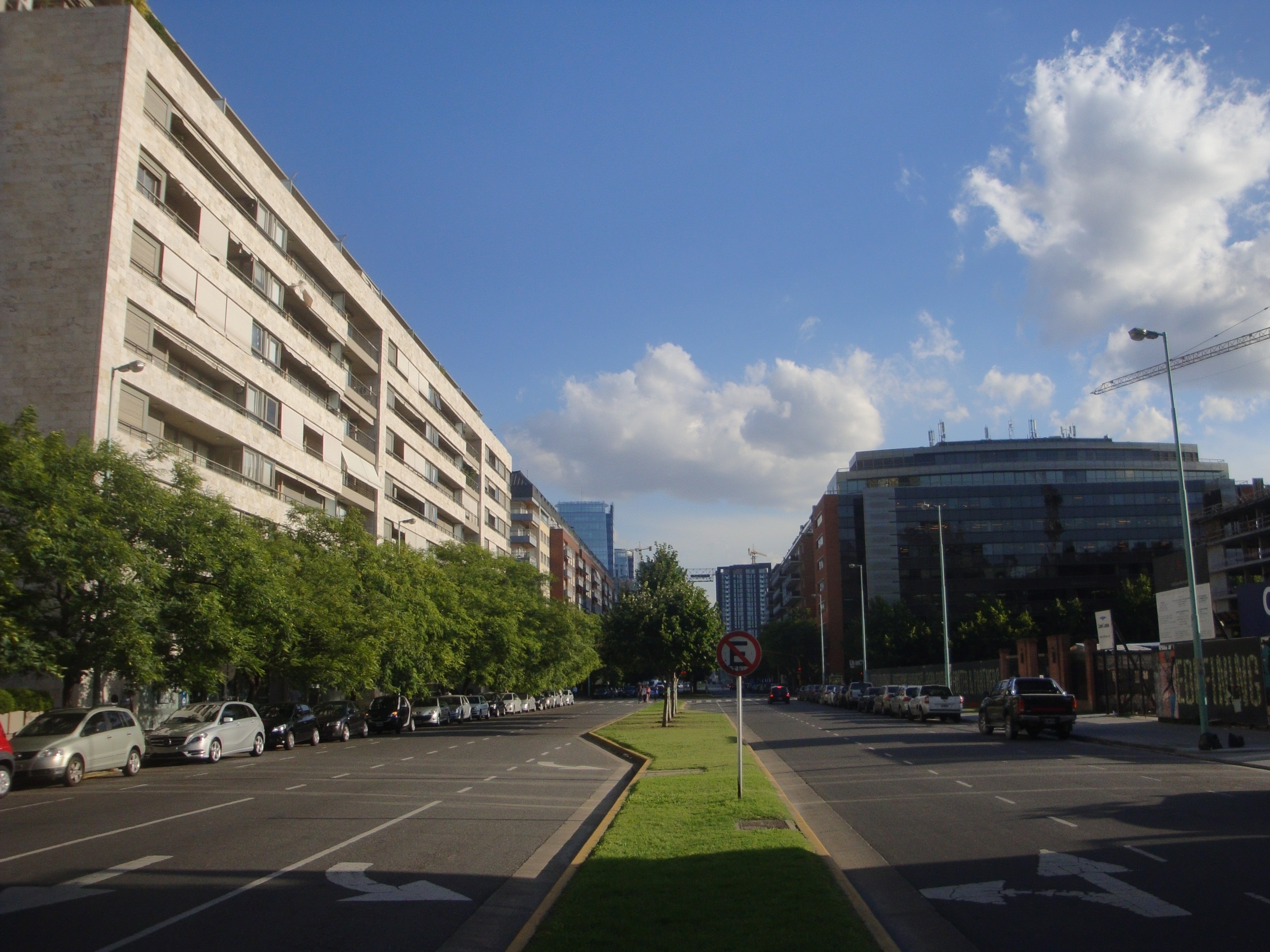
Calle Juana Manso en Puerto Madero, Buenos Aires

Varias calles de ciudades argentinas, incluyendo una calle del barrio de Puerto Madero en Buenos Aires lleva su nombre. Y lleva su nombre además un barrio de la ciudad argentina de San Juan.
Asimismo en el ámbito cultural varios establecimientos educativos argentinos y diversas bibliotecas llevan el nombre de la escritora, como la Biblioteca Popular Juana Manso en el barrio de San Cristóbal en la capital argentina, la escuela primaria 53 de la ciudad de Mar del Plata y la escuela primaria 7 de Chivilcoy.
La empresa Google dedicó un doodle donde se la ilustró como docente en su buscador el 26 de junio de 2017 recordando el día en que hubiese cumplido 198 años.